# دفتر بشریت
دفتر بشریت (به انگلیسی: The Humanity Bureau) یک فیلم سینمایی کانادایی در ژانر هیجان انگیز و فیلم علمی تخیلی محصول سال ۲۰۱۸ به کارگردانی راب دبلیو کینگ و به نویسندگی دیو شولتز است. در این فیلم نیکلاس کیج، سارا لیند و هوگو دیلون بازی می‌کنند. این فیلم در تاریخ ۶ آوریل ۲۰۱۸ منتشر شد.